# Mistrzostwa Świata w Siatkówce Plażowej 2013 (mężczyźni)
Turniej mężczyzn na Mistrzostwach Świata w Siatkówce Plażowej 2013 odbywa się między 1 a 7 lipca w Starych Jabłonkach. W rozgrywkach bierze udział 48 par.

## Pula nagród
Para otrzymała nagrodę przypisaną do fazy w której odpadła.
| Miejsce/Faza            | Punkty | Nagroda pieniężna |
| ----------------------- | ------ | ----------------- |
| 1.                      | 1000   | 60 000 $          |
| 2.                      | 900    | 45 000 $          |
| 3.                      | 800    | 35 000 $          |
| 4.                      | 700    | 28 000 $          |
| 5. Ćwierćfinały         | 600    | 18 000 $          |
| 9. 1/8 finału           | 500    | 11 000 $          |
| 17. 1/16 finału         | 400    | 7000 $            |
| 33. 3. miejsce w grupie | 300    | 4800 $            |
| 37. 4. miejsce w grupie | 200    | 3400 $            |

## Faza grupowa
Do fazy pucharowej awansują dwie najlepsze pary z każdej grupy oraz osiem par z trzecich miejsc. Zwycięzca meczu otrzymuje 2 punkty, natomiast przegrany duet 1 punkt.
Legenda
|  | Awans do fazy pucharowej |

### Grupa A
| Lp. | Drużyna                           | Pkt | Mecze | Mecze | Mecze | Sety | Sety | Sety  | Małe punkty | Małe punkty | Małe punkty |
| Lp. | Drużyna                           | Pkt | M     | W     | P     | wyg. | prz. | ratio | zdob.       | str.        | ratio       |
| --- | --------------------------------- | --- | ----- | ----- | ----- | ---- | ---- | ----- | ----------- | ----------- | ----------- |
| 1   | Grzegorz Fijałek – Mariusz Prudel | 6   | 3     | 3     | 0     | 6    | 1    | 6.000 | 141         | 106         | 1.330       |
| 2   | Isaac Kapa – Christopher McHugh   | 5   | 3     | 2     | 1     | 5    | 2    | 2.500 | 128         | 113         | 1.133       |
| 3   | Esteban Grimalt – Marco Grimalt   | 4   | 3     | 1     | 2     | 2    | 4    | 0.500 | 109         | 109         | 1.000       |
| 4   | Inocencio Lario – Javier Monfort  | 3   | 3     | 0     | 3     | 0    | 6    | 0.000 | 78          | 128         | 0.609       |

| Data  | Godzina | Drużyna 1         | Wynik | Drużyna 2         | Set 1 | Set 2 | Set 3 | Raport |
| ----- | ------- | ----------------- | ----- | ----------------- | ----- | ----- | ----- | ------ |
| 02.07 | 13:00   | Fijałek – Prudel  | 2:0   | Lario – Monfort   | 21:8  | 23:21 |       |        |
| 02.07 | 13:00   | Kapa – McHugh     | 2:0   | Grimalt – Grimalt | 21:15 | 21:19 |       |        |
| 03.07 | 13:00   | Fijałek – Prudel  | 2:0   | Grimalt – Grimalt | 21:18 | 21:15 |       |        |
| 03.07 | 13:00   | Kapa – McHugh     | 2:0   | Lario – Monfort   | 21:17 | 21:7  |       |        |
| 04.07 | 11:00   | Grimalt – Grimalt | 2:0   | Lario – Monfort   | 21:12 | 21:13 |       |        |
| 04.07 | 13:00   | Fijałek – Prudel  | 2:1   | Kapa – McHugh     | 21:13 | 19:21 | 15:10 |        |

### Grupa B
| Lp. | Drużyna                          | Pkt | Mecze | Mecze | Mecze | Sety | Sety | Sety  | Małe punkty | Małe punkty | Małe punkty |
| Lp. | Drużyna                          | Pkt | M     | W     | P     | wyg. | prz. | ratio | zdob.       | str.        | ratio       |
| --- | -------------------------------- | --- | ----- | ----- | ----- | ---- | ---- | ----- | ----------- | ----------- | ----------- |
| 1   | Alison Cerutti – Emanuel Rego    | 6   | 3     | 3     | 0     | 6    | 1    | 6.000 | 91          | 73          | 1.247       |
| 2   | Mārtiņš Pļaviņš – Jānis Pēda     | 5   | 3     | 2     | 1     | 4    | 3    | 1.333 | 128         | 113         | 1.133       |
| 3   | Jarosław Lech – Damian Wojtasik  | 4   | 3     | 1     | 2     | 4    | 4    | 1.000 | 93          | 103         | 0.903       |
| 4   | Matteo Cecchini – Paolo Ingrosso | 3   | 3     | 0     | 3     | 0    | 6    | 0.000 | 33          | 126         | 0.262       |

| Data  | Godzina | Drużyna 1           | Wynik     | Drużyna 2           | Set 1 | Set 2 | Set 3 | Raport |
| ----- | ------- | ------------------- | --------- | ------------------- | ----- | ----- | ----- | ------ |
| 02.07 | 13:00   | Pļaviņš – Pēda      | 2:0       | Cecchini – Ingrosso | 21:17 | 21:16 |       |        |
| 02.07 | 16:00   | Alison – Emanuel    | 2:1       | Lech – Wojtasik     | 21:15 | 13:21 | 15:9  |        |
| 03.07 | 11:00   | Pļaviņš – Pēda      | 2:1       | Lech – Wojtasik     | 21:15 | 18:21 | 15:12 |        |
| 03.07 | 15:00   | Alison – Emanuel    | 2:0 (w/o) | Cecchini – Ingrosso | 21:0  | 21:0  |       |        |
| 03.07 | 9:45    | Alison – Emanuel    | 2:0       | Pļaviņš – Pēda      | 21:17 | 21:11 |       |        |
| 03.07 | 9:45    | Cecchini – Ingrosso | 0:2 (w/o) | Lech – Wojtasik     | 0:21  | 0:21  |       |        |

### Grupa C
| Lp. | Drużyna                              | Pkt | Mecze | Mecze | Mecze | Sety | Sety | Sety  | Małe punkty | Małe punkty | Małe punkty |
| Lp. | Drużyna                              | Pkt | M     | W     | P     | wyg. | prz. | ratio | zdob.       | str.        | ratio       |
| --- | ------------------------------------ | --- | ----- | ----- | ----- | ---- | ---- | ----- | ----------- | ----------- | ----------- |
| 1   | Phil Dalhausser – Sean Rosenthal     | 6   | 3     | 3     | 0     | 6    | 1    | 6.000 | 141         | 114         | 1.237       |
| 2   | Juan Virgen – Lombardo Ontiveros     | 5   | 3     | 2     | 1     | 4    | 4    | 1.000 | 131         | 147         | 0.891       |
| 3   | Alexander Huber – Robin Seidl        | 4   | 3     | 1     | 2     | 3    | 4    | 0.750 | 127         | 116         | 1.095       |
| 4   | Sébastien Chevallier – Mats Kovatsch | 3   | 3     | 0     | 3     | 2    | 6    | 0.333 | 132         | 154         | 0.857       |

| Data  | Godzina | Drużyna 1              | Wynik | Drużyna 2             | Set 1 | Set 2 | Set 3 | Raport |
| ----- | ------- | ---------------------- | ----- | --------------------- | ----- | ----- | ----- | ------ |
| 02.07 | 18:00   | Dalhausser – Rosenthal | 2:0   | Virgen – Ontiveros    | 21:15 | 21:17 |       |        |
| 02.07 | 18:00   | Huber – Seidl          | 2:0   | Chevallier – Kovatsch | 21:13 | 21:17 |       |        |
| 03.07 | 18:00   | Dalhausser – Rosenthal | 2:1   | Chevallier – Kovatsch | 21:18 | 20:22 | 15:8  |        |
| 03.07 | 18:00   | Huber – Seidl          | 1:2   | Virgen – Ontiveros    | 18:21 | 21:7  | 12:15 |        |
| 04.07 | 16:00   | Dalhausser – Rosenthal | 2:0   | Huber – Seidl         | 22:20 | 21:14 |       |        |
| 04.07 | 16:00   | Chevallier – Kovatsch  | 1:2   | Virgen – Ontiveros    | 19:21 | 22:20 | 13:15 |        |

### Grupa D
| Lp. | Drużyna                                  | Pkt | Mecze | Mecze | Mecze | Sety | Sety | Sety  | Małe punkty | Małe punkty | Małe punkty |
| Lp. | Drużyna                                  | Pkt | M     | W     | P     | wyg. | prz. | ratio | zdob.       | str.        | ratio       |
| --- | ---------------------------------------- | --- | ----- | ----- | ----- | ---- | ---- | ----- | ----------- | ----------- | ----------- |
| 1   | Konstantin Siemonow – Jarosław Koszkarow | 6   | 3     | 3     | 0     | 6    | 3    | 2.000 | 168         | 145         | 1.159       |
| 2   | Serhij Popow – Walerij Samodaj           | 5   | 3     | 2     | 1     | 5    | 3    | 1.667 | 143         | 135         | 1.059       |
| 3   | Jake Gibb – Casey Patterson              | 4   | 3     | 1     | 2     | 3    | 4    | 0.750 | 121         | 130         | 0.931       |
| 4   | Iver Horrem – Geir Eithun                | 3   | 3     | 0     | 3     | 2    | 6    | 0.333 | 132         | 154         | 0.857       |

| Data  | Godzina | Drużyna 1            | Wynik | Drużyna 2            | Set 1 | Set 2 | Set 3 | Raport |
| ----- | ------- | -------------------- | ----- | -------------------- | ----- | ----- | ----- | ------ |
| 02.07 | 19:00   | Gibb – Patterson     | 0:2   | Popow – Samodaj      | 17:21 | 14:21 |       |        |
| 02.07 | 19:00   | Siemonow – Koszkarow | 2:1   | Horrem – Eithun      | 21:23 | 21:18 | 15:10 |        |
| 03.07 | 19:00   | Gibb – Patterson     | 2:0   | Horrem – Eithun      | 21:16 | 21:16 |       |        |
| 03.07 | 19:00   | Siemonow – Koszkarow | 2:1   | Popov – Samoday      | 19:21 | 21:12 | 15:13 |        |
| 04.07 | 17:00   | Gibb – Patterson     | 1:2   | Siemonow – Koszkarow | 18:21 | 22:20 | 8:15  |        |
| 04.07 | 17:00   | Horrem – Eithun      | 1:2   | Popow – Samodaj      | 15:21 | 21:19 | 13:15 |        |

### Grupa E
| Lp. | Drużyna                                                    | Pkt | Mecze | Mecze | Mecze | Sety | Sety | Sety  | Małe punkty | Małe punkty | Małe punkty |
| Lp. | Drużyna                                                    | Pkt | M     | W     | P     | wyg. | prz. | ratio | zdob.       | str.        | ratio       |
| --- | ---------------------------------------------------------- | --- | ----- | ----- | ----- | ---- | ---- | ----- | ----------- | ----------- | ----------- |
| 1   | Pablo Herrera – Adrián Gavira                              | 6   | 3     | 3     | 0     | 6    | 0    | MAX   | 126         | 100         | 1.260       |
| 2   | Evandro Gonçalves Oliveira Júnior – Vitor Gonçalves Felipe | 5   | 3     | 2     | 1     | 4    | 3    | 1.333 | 142         | 130         | 1.092       |
| 3   | Pedro Solberg Salgado – Bruno Oscar Schmidt                | 4   | 3     | 1     | 2     | 3    | 5    | 0.600 | 151         | 152         | 0.993       |
| 4   | Michiel van Dorsten – Tim Oude Elferink                    | 3   | 3     | 0     | 3     | 1    | 6    | 0.167 | 102         | 139         | 0.734       |

| Data  | Godzina | Drużyna 1                   | Wynik | Drużyna 2                   | Set 1 | Set 2 | Set 3 | Raport |
| ----- | ------- | --------------------------- | ----- | --------------------------- | ----- | ----- | ----- | ------ |
| 02.07 | 12:00   | van Dorsten – Oude Elferink | 0:2   | Herrera – Gavira            | 13:21 | 15:21 |       |        |
| 02.07 | 12:00   | Pedro – Bruno               | 1:2   | Evandro – Felipe            | 19:21 | 25:23 | 17:19 |        |
| 03.07 | 12:00   | Evandro – Felipe            | 0:2   | Herrera – Gavira            | 19:21 | 18:21 |       |        |
| 03.07 | 13:00   | Pedro – Bruno               | 2:1   | van Dorsten – Oude Elferink | 19:21 | 21:16 | 15:10 |        |
| 04.07 | 8:45    | Pedro – Bruno               | 0:2   | Herrera – Gavira            | 17:21 | 18:21 |       |        |
| 04.07 | 8:45    | Evandro – Felipe            | 2:0   | van Dorsten – Oude Elferink | 21:13 | 21:14 |       |        |

### Grupa F
| Lp. | Drużyna                               | Pkt | Mecze | Mecze | Mecze | Sety | Sety | Sety  | Małe punkty | Małe punkty | Małe punkty |
| Lp. | Drużyna                               | Pkt | M     | W     | P     | wyg. | prz. | ratio | zdob.       | str.        | ratio       |
| --- | ------------------------------------- | --- | ----- | ----- | ----- | ---- | ---- | ----- | ----------- | ----------- | ----------- |
| 1   | Jānis Šmēdiņš – Aleksandrs Samoilovs  | 6   | 3     | 3     | 0     | 6    | 2    | 3.000 | 160         | 146         | 1.096       |
| 2   | Daniel Müllner – Jörg Wutzl           | 4   | 3     | 1     | 2     | 4    | 5    | 0.800 | 169         | 168         | 1.006       |
| 3   | Daan Spijkers – Christiaan Varenhorst | 4   | 3     | 1     | 2     | 3    | 5    | 0.600 | 141         | 150         | 0.940       |
| 4   | Ruslans Sorokins – Toms Šmēdiņš       | 4   | 3     | 1     | 2     | 4    | 5    | 0.800 | 151         | 157         | 0.962       |

| Data  | Godzina | Drużyna 1             | Wynik | Drużyna 2             | Set 1 | Set 2 | Set 3 | Raport |
| ----- | ------- | --------------------- | ----- | --------------------- | ----- | ----- | ----- | ------ |
| 02.07 | 13:00   | Spijkers – Varenhorst | 2:1   | Müllner – Wutzl       | 19:21 | 21:18 | 17:15 |        |
| 02.07 | 13:00   | Šmēdiņš – Samoilovs   | 2:1   | Sorokins – Šmēdiņš    | 18:21 | 21:17 | 15:12 |        |
| 03.07 | 13:00   | Šmēdiņš – Samoilovs   | 2:1   | Müllner – Wutzl       | 21:23 | 22:20 | 21:19 |        |
| 03.07 | 13:00   | Spijkers – Varenhorst | 1:2   | Sorokins – Šmēdiņš    | 21:16 | 14:21 | 15:17 |        |
| 04.07 | 9:00    | Šmēdiņš – Samoilovs   | 2:0   | Spijkers – Varenhorst | 21:16 | 21:18 |       |        |
| 04.07 | 9:00    | Sorokins – Šmēdiņš    | 1:2   | Müllner – Wutzl       | 21:17 | 15:21 | 11:15 |        |

### Grupa G
| Lp. | Drużyna                              | Pkt | Mecze | Mecze | Mecze | Sety | Sety | Sety  | Małe punkty | Małe punkty | Małe punkty |
| Lp. | Drużyna                              | Pkt | M     | W     | P     | wyg. | prz. | ratio | zdob.       | str.        | ratio       |
| --- | ------------------------------------ | --- | ----- | ----- | ----- | ---- | ---- | ----- | ----------- | ----------- | ----------- |
| 1   | Reinder Nummerdor – Richard Schuil   | 5   | 3     | 2     | 1     | 5    | 3    | 1.667 | 160         | 148         | 1.081       |
| 2   | Markus Böckermann – Mischa Urbatzka  | 5   | 3     | 2     | 1     | 5    | 3    | 1.667 | 140         | 147         | 0.952       |
| 3   | Philip Gabathuler – Jonas Weingart   | 4   | 3     | 1     | 2     | 2    | 5    | 0.400 | 137         | 137         | 1.000       |
| 4   | Stefan Gunnarsson – Hannes Brinkborg | 4   | 3     | 1     | 2     | 4    | 5    | 0.800 | 160         | 165         | 0.970       |

| Data  | Godzina | Drużyna 1             | Wynik | Drużyna 2              | Set 1 | Set 2 | Set 3 | Raport |
| ----- | ------- | --------------------- | ----- | ---------------------- | ----- | ----- | ----- | ------ |
| 02.07 | 9:45    | Nummerdor – Schuil    | 1:2   | Gunnarsson – Brinkborg | 18:21 | 27:25 | 11:15 |        |
| 02.07 | 11:45   | Böckermann – Urbatzka | 2:0   | Gabathuler – Weingart  | 21:18 | 22:20 |       |        |
| 03.07 | 11:45   | Böckermann – Urbatzka | 2:1   | Gunnarsson – Brinkborg | 18:21 | 21:19 | 15:13 |        |
| 03.07 | 12:45   | Nummerdor – Schuil    | 2:0   | Gabathuler – Weingart  | 26:24 | 22:20 |       |        |
| 04.07 | 11:45   | Gabathuler – Weingart | 2:1   | Gunnarsson – Brinkborg | 21:14 | 19:21 | 15:11 |        |
| 04.07 | 15:45   | Nummerdor – Schuil    | 2:1   | Böckermann – Urbatzka  | 20:22 | 21:10 | 15:11 |        |

### Grupa H
| Lp. | Drużyna                             | Pkt | Mecze | Mecze | Mecze | Sety | Sety | Sety  | Małe punkty | Małe punkty | Małe punkty |
| Lp. | Drużyna                             | Pkt | M     | W     | P     | wyg. | prz. | ratio | zdob.       | str.        | ratio       |
| --- | ----------------------------------- | --- | ----- | ----- | ----- | ---- | ---- | ----- | ----------- | ----------- | ----------- |
| 1   | Jonathan Erdmann – Kay Matysik      | 6   | 3     | 3     | 0     | 6    | 0    | MAX   | 126         | 90          | 1.400       |
| 2   | Igor Hernández – Jesus Villafañe    | 5   | 3     | 2     | 1     | 4    | 4    | 1.000 | 135         | 135         | 1.000       |
| 3   | Todd Rogers – Ryan Doherty          | 4   | 3     | 1     | 2     | 3    | 4    | 0.750 | 120         | 124         | 0.968       |
| 4   | Pablo Bianchi – Pablo Miguel Suárez | 3   | 3     | 0     | 3     | 1    | 6    | 0.167 | 107         | 139         | 0.770       |

| Data  | Godzina | Drużyna 1             | Wynik | Drużyna 2             | Set 1 | Set 2 | Set 3 | Raport |
| ----- | ------- | --------------------- | ----- | --------------------- | ----- | ----- | ----- | ------ |
| 02.07 | 18:00   | Rogers – Doherty      | 1:2   | Hernández – Villafañe | 12:21 | 21:11 | 13:15 |        |
| 02.07 | 18:00   | Erdmann – Matysik     | 2:0   | Bianchi – Suárez      | 21:14 | 21:11 |       |        |
| 03.07 | 18:00   | Rogers – Doherty      | 2:0   | Bianchi – Suárez      | 21:18 | 21:17 |       |        |
| 03.07 | 18:00   | Erdmann – Matysik     | 2:0   | Hernández – Villafañe | 21:18 | 21:15 |       |        |
| 04.07 | 16:00   | Erdmann – Matysik     | 2:0   | Rogers – Doherty      | 21:19 | 21:13 |       |        |
| 04.07 | 16:00   | Hernández – Villafañe | 2:1   | Bianchi – Suárez      | 21:15 | 19:21 | 15:11 |        |

### Grupa J
| Lp. | Drużyna                            | Pkt | Mecze | Mecze | Mecze | Sety | Sety | Sety  | Małe punkty | Małe punkty | Małe punkty |
| Lp. | Drużyna                            | Pkt | M     | W     | P     | wyg. | prz. | ratio | zdob.       | str.        | ratio       |
| --- | ---------------------------------- | --- | ----- | ----- | ----- | ---- | ---- | ----- | ----------- | ----------- | ----------- |
| 1   | Paolo Nicolai – Daniele Lupo       | 6   | 3     | 3     | 0     | 6    | 1    | 6.000 | 130         | 116         | 1.121       |
| 2   | Ben Saxton – Chaim Schalk          | 4   | 3     | 1     | 2     | 4    | 4    | 1.000 | 147         | 119         | 1.235       |
| 3   | Nicholas Lucena – John Hyden       | 4   | 3     | 1     | 2     | 3    | 5    | 0.600 | 136         | 157         | 0.866       |
| 4   | Sebastian Fuchs – Thomas Kaczmarek | 4   | 3     | 1     | 2     | 2    | 5    | 0.400 | 122         | 143         | 0.853       |

| Data  | Godzina | Drużyna 1         | Wynik | Drużyna 2         | Set 1 | Set 2 | Set 3 | Raport |
| ----- | ------- | ----------------- | ----- | ----------------- | ----- | ----- | ----- | ------ |
| 02.07 | 19:00   | Fuchs – Kaczmarek | 2:1   | Lucena – Hyden    | 17:21 | 21:16 | 24:22 |        |
| 02.07 | 19:00   | Nicolai – Lupo    | 2:1   | Saxton – Schalk   | 10:21 | 21:18 | 15:13 |        |
| 03.07 | 19:00   | Nicolai – Lupo    | 2:0   | Lucena – Hyden    | 21:17 | 21:15 |       |        |
| 03.07 | 19:00   | Fuchs – Kaczmarek | 0:2   | Saxton – Schalk   | 18:21 | 10:21 |       |        |
| 04.07 | 17:00   | Nicolai – Lupo    | 2:0   | Fuchs – Kaczmarek | 21:16 | 21:16 |       |        |
| 04.07 | 17:00   | Lucena – Hyden    | 2:1   | Saxton – Schalk   | 8:21  | 22:20 | 15:12 |        |

### Grupa K
| Lp. | Drużyna                              | Pkt | Mecze | Mecze | Mecze | Sety | Sety | Sety  | Małe punkty | Małe punkty | Małe punkty |
| Lp. | Drużyna                              | Pkt | M     | W     | P     | wyg. | prz. | ratio | zdob.       | str.        | ratio       |
| --- | ------------------------------------ | --- | ----- | ----- | ----- | ---- | ---- | ----- | ----------- | ----------- | ----------- |
| 1   | Clemens Doppler – Alexander Horst    | 6   | 3     | 3     | 0     | 6    | 1    | 6.000 | 139         | 115         | 1.209       |
| 2   | Ricardo Santos – Álvaro Morais Filho | 5   | 3     | 2     | 1     | 5    | 2    | 2.500 | 137         | 125         | 1.096       |
| 3   | Přemysl Kubala – Petr Beneš          | 4   | 3     | 1     | 2     | 2    | 5    | 0.400 | 128         | 142         | 0.901       |
| 4   | Dmitriy Yakovlev – Alexey Kuleshov   | 3   | 3     | 0     | 3     | 1    | 6    | 0.167 | 124         | 146         | 0.849       |

| Data  | Godzina | Drużyna 1       | Wynik | Drużyna 2           | Set 1 | Set 2 | Set 3 | Raport |
| ----- | ------- | --------------- | ----- | ------------------- | ----- | ----- | ----- | ------ |
| 02.07 | 18:00   | Doppler – Horst | 2:0   | Kubala – Beneš      | 21:17 | 21:13 |       |        |
| 02.07 | 19:00   | Ricardo – Filho | 2:0   | Yakovlev – Kuleshov | 21:16 | 21:18 |       |        |
| 03.07 | 11:00   | Ricardo – Filho | 2:0   | Kubala – Beneš      | 21:16 | 22:20 |       |        |
| 03.07 | 19:00   | Doppler – Horst | 2:0   | Yakovlev – Kuleshov | 21:18 | 21:15 |       |        |
| 04.07 | 15:00   | Ricardo – Filho | 1:2   | Doppler – Horst     | 19:21 | 21:19 | 12:15 |        |
| 04.07 | 15:00   | Kubala – Beneš  | 2:1   | Yakovlev – Kuleshov | 21:16 | 26:28 | 15:13 |        |

### Grupa L
| Lp. | Drużyna                                 | Pkt | Mecze | Mecze | Mecze | Sety | Sety | Sety  | Małe punkty | Małe punkty | Małe punkty |
| Lp. | Drużyna                                 | Pkt | M     | W     | P     | wyg. | prz. | ratio | zdob.       | str.        | ratio       |
| --- | --------------------------------------- | --- | ----- | ----- | ----- | ---- | ---- | ----- | ----------- | ----------- | ----------- |
| 1   | Piotr Kantor – Bartosz Łosiak           | 6   | 3     | 3     | 0     | 6    | 1    | 6.000 | 152         | 134         | 1.134       |
| 2   | Alexey Sidorenko – Alexandr Dyachenko   | 5   | 3     | 2     | 1     | 4    | 2    | 2.000 | 123         | 118         | 1.042       |
| 3   | Sebastian Dollinger – Stefan Windscheif | 4   | 3     | 1     | 2     | 3    | 4    | 0.750 | 131         | 129         | 1.016       |
| 4   | Sergey Prokopyev – Yury Bogatov         | 3   | 3     | 0     | 3     | 0    | 6    | 0.000 | 116         | 141         | 0.823       |

| Data  | Godzina | Drużyna 1              | Wynik | Drużyna 2             | Set 1 | Set 2 | Set 3 | Raport |
| ----- | ------- | ---------------------- | ----- | --------------------- | ----- | ----- | ----- | ------ |
| 02.07 | 12:00   | Sidorenko – Dyachenko  | 2:0   | Prokopyev – Bogatov   | 23:21 | 21:19 |       |        |
| 02.07 | 12:00   | Dollinger – Windscheif | 1:2   | Kantor – Łosiak       | 19:21 | 22:20 | 11:15 |        |
| 03.07 | 12:00   | Dollinger – Windscheif | 2:0   | Prokopyev – Bogatov   | 21:10 | 22:20 |       |        |
| 03.07 | 18:00   | Sidorenko – Dyachenko  | 0:2   | Kantor – Łosiak       | 19:21 | 17:21 |       |        |
| 04.07 | 8:00    | Prokopyev – Bogatov    | 0:2   | Kantor – Łosiak       | 31:33 | 15:21 |       |        |
| 04.07 | 8:00    | Dollinger – Windscheif | 0:2   | Sidorenko – Dyachenko | 16:21 | 20:22 |       |        |

### Grupa M
| Lp. | Drużyna                               | Pkt | Mecze | Mecze | Mecze | Sety | Sety | Sety  | Małe punkty | Małe punkty | Małe punkty |
| Lp. | Drużyna                               | Pkt | M     | W     | P     | wyg. | prz. | ratio | zdob.       | str.        | ratio       |
| --- | ------------------------------------- | --- | ----- | ----- | ----- | ---- | ---- | ----- | ----------- | ----------- | ----------- |
| 1   | Michał Kądzioła – Jakub Szałankiewicz | 5   | 3     | 2     | 1     | 5    | 2    | 2.500 | 136         | 121         | 1.124       |
| 2   | Robert Kufa – Jan Hadrava             | 5   | 3     | 2     | 1     | 5    | 3    | 1.667 | 146         | 130         | 1.123       |
| 3   | Alexander Brouwer – Robert Meeuwsen   | 5   | 3     | 2     | 1     | 4    | 3    | 1.333 | 129         | 122         | 1.057       |
| 4   | Jackson Henríquez – Leonard Colina    | 3   | 3     | 0     | 3     | 0    | 6    | 0.000 | 88          | 126         | 0.698       |

| Data  | Godzina | Drużyna 1                | Wynik | Drużyna 2          | Set 1 | Set 2 | Set 3 | Raport |
| ----- | ------- | ------------------------ | ----- | ------------------ | ----- | ----- | ----- | ------ |
| 02.07 | 14:00   | Kądzioła – Szałankiewicz | 1:2   | Kufa – Hadrava     | 21:19 | 19:21 | 12:15 |        |
| 02.07 | 17:00   | Brouwer – Meeuwsen       | 2:0   | Jackson – Leon     | 21:16 | 21:15 |       |        |
| 03.07 | 12:00   | Kądzioła – Szałankiewicz | 2:0   | Jackson – Leon     | 21:14 | 21:15 |       |        |
| 03.07 | 17:00   | Brouwer – Meeuwsen       | 2:1   | Kufa – Hadrava     | 14:21 | 21:19 | 15:9  |        |
| 04.07 | 11:00   | Kądzioła – Szałankiewicz | 2:0   | Brouwer – Meeuwsen | 21:19 | 21:18 |       |        |
| 04.07 | 15:00   | Jackson – Leon           | 0:2   | Kufa – Hadrava     | 15:21 | 13:21 |       |        |

### Ranking zespołów z 3. miejsc
Do fazy pucharowej awansuje osiem najlepszych zespołów z trzecich miejsc.
| Lp. | Drużyna                                     | Pkt | Mecze | Mecze | Mecze | Sety | Sety | Sety  | Małe punkty | Małe punkty | Małe punkty |
| Lp. | Drużyna                                     | Pkt | M     | W     | P     | wyg. | prz. | ratio | zdob.       | str.        | ratio       |
| --- | ------------------------------------------- | --- | ----- | ----- | ----- | ---- | ---- | ----- | ----------- | ----------- | ----------- |
| 1   | Alexander Brouwer – Robert Meeuwsen         | 5   | 3     | 2     | 1     | 4    | 3    | 1.333 | 129         | 122         | 1.057       |
| 2   | Jarosław Lech – Damian Wojtasik             | 4   | 3     | 1     | 2     | 4    | 4    | 1.000 | 93          | 103         | 0.903       |
| 3   | Alexander Huber – Robin Seidl               | 4   | 3     | 1     | 2     | 3    | 4    | 0.750 | 127         | 116         | 1.095       |
| 4   | Sebastian Dollinger – Stefan Windscheif     | 4   | 3     | 1     | 2     | 3    | 4    | 0.750 | 131         | 129         | 1.016       |
| 5   | Todd Rogers – Ryan Doherty                  | 4   | 3     | 1     | 2     | 3    | 4    | 0.750 | 120         | 124         | 0.968       |
| 6   | Jake Gibb – Casey Patterson                 | 4   | 3     | 1     | 2     | 3    | 4    | 0.750 | 121         | 130         | 0.931       |
| 7   | Pedro Solberg Salgado – Bruno Oscar Schmidt | 4   | 3     | 1     | 2     | 3    | 5    | 0.600 | 151         | 152         | 0.993       |
| 8   | Daan Spijkers – Christiaan Varenhorst       | 4   | 3     | 1     | 2     | 3    | 5    | 0.600 | 141         | 150         | 0.940       |
| 9   | Nicholas Lucena – John Hyden                | 4   | 3     | 1     | 2     | 3    | 5    | 0.600 | 136         | 157         | 0.866       |
| 10  | Esteban Grimalt – Marco Grimalt             | 4   | 3     | 1     | 2     | 2    | 4    | 0.500 | 109         | 109         | 1.000       |
| 11  | Philip Gabathuler – Jonas Weingart          | 4   | 3     | 1     | 2     | 2    | 5    | 0.400 | 137         | 137         | 1.000       |
| 12  | Přemysl Kubala – Petr Beneš                 | 4   | 3     | 1     | 2     | 2    | 5    | 0.400 | 128         | 142         | 0.901       |

## Faza pucharowa

### 1/16 finału
| Data  | Godzina | Drużyna 1                | Wynik | Drużyna 2              | Set 1 | Set 2 | Set 3 | Raport |
| ----- | ------- | ------------------------ | ----- | ---------------------- | ----- | ----- | ----- | ------ |
| 05.07 | 13:00   | Fijałek – Prudel         | 0:2   | Pedro – Bruno          | 17:21 | 16:21 |       |        |
| 05.07 | 13:00   | Kapa – McHugh            | 2:1   | Pļaviņš – Pēda         | 21:15 | 16:21 | 15:3  |        |
| 05.07 | 13:00   | Doppler – Horst          | 2:0   | Virgen – Ontiveros     | 21:18 | 21:17 |       |        |
| 05.07 | 13:00   | Nummerdor – Schuil       | 0:2   | Brouwer – Meeuwsen     | 19:21 | 18:21 |       |        |
| 05.07 | 15:00   | Erdmann – Matysik        | 2:0   | Huber – Seidl          | 24:22 | 21:17 |       |        |
| 05.07 | 15:00   | Kądzioła – Szałankiewicz | 2:0   | Müllner – Wutzl        | 21:16 | 21:15 |       |        |
| 05.07 | 15:00   | Kufa – Hadrava           | 0:2   | Evandro – Felipe       | 15:21 | 14:21 |       |        |
| 05.07 | 15:00   | Spijkers – Varenhorst    | 0:2   | Siemonow – Koszkarow   | 18:21 | 32:34 |       |        |
| 05.07 | 16:00   | Dalhausser – Rosenthal   | 2:0   | Gibb – Patterson       | 23:21 | 21:16 |       |        |
| 05.07 | 16:00   | Ricardo – Filho          | 2:0   | Popow – Samodaj        | 21:9  | 21:18 |       |        |
| 05.07 | 16:00   | Šmēdiņš – Samoilovs      | 2:0   | Dollinger – Windscheif | 22:20 | 27:25 |       |        |
| 05.07 | 16:00   | Kantor – Łosiak          | 1:2   | Saxton – Schalk        | 19:21 | 29:27 | 8:15  |        |
| 05.07 | 17:00   | Nicolai – Lupo           | 2:0   | Hernández – Villafañe  | 22:20 | 21:19 |       |        |
| 05.07 | 17:00   | Herrera – Gavira         | 2:1   | Lech – Wojtasik        | 21:19 | 15:21 | 15:11 |        |
| 05.07 | 17:00   | Sidorenko – Dyachenko    | 0:2   | Böckermann – Urbatzka  | 27:29 | 33:35 |       |        |
| 05.07 | 17:00   | Rogers – Doherty         | 0:2   | Alison – Emanuel       | 19:21 | 12:21 |       |        |

### 1/8 finału
| Data  | Godzina | Drużyna 1              | Wynik | Drużyna 2                | Set 1 | Set 2 | Set 3 | Raport |
| ----- | ------- | ---------------------- | ----- | ------------------------ | ----- | ----- | ----- | ------ |
| 06.07 | 9:45    | Erdmann – Matysik      | 2:0   | Kądzioła – Szałankiewicz | 21:18 | 21:15 |       |        |
| 06.07 | 9:45    | Evandro – Felipe       | 2:1   | Siemonow – Koszkarow     | 21:16 | 17:21 | 15:10 |        |
| 06.07 | 9:45    | Šmēdiņš – Samoilovs    | 0:2   | Saxton – Schalk          | 15:21 | 18:21 |       |        |
| 06.07 | 9:45    | Böckermann – Urbatzka  | 1:2   | Alison – Emanuel         | 21:15 | 16:21 | 10:15 |        |
| 06.07 | 10:45   | Pedro – Bruno          | 2:0   | Kapa – McHugh            | 21:18 | 21:14 |       |        |
| 06.07 | 10:45   | Doppler – Horst        | 0:2   | Brouwer – Meeuwsen       | 19:21 | 22:24 |       |        |
| 06.07 | 10:45   | Dalhausser – Rosenthal | 0:2   | Ricardo – Filho          | 18:21 | 17:21 |       |        |
| 06.07 | 10:45   | Nicolai – Lupo         | 0:2   | Herrera – Gavira         | 19:21 | 16:21 |       |        |

### Ćwierćfinały
| Data  | Godzina | Drużyna 1         | Wynik | Drużyna 2          | Set 1 | Set 2 | Set 3 | Raport |
| ----- | ------- | ----------------- | ----- | ------------------ | ----- | ----- | ----- | ------ |
| 06.07 | 14:45   | Erdmann – Matysik | 2:0   | Evandro – Felipe   | 21:17 | 21:19 |       |        |
| 06.07 | 14:45   | Saxton – Schalk   | 0:2   | Alison – Emanuel   | 17:21 | 20:22 |       |        |
| 06.07 | 15:45   | Pedro – Bruno     | 1:2   | Brouwer – Meeuwsen | 17:21 | 21:19 | 19:21 |        |
| 06.07 | 15:45   | Ricardo – Filho   | 2:0   | Herrera – Gavira   | 21:9  | 21:18 |       |        |

### Półfinały
| Data  | Godzina | Drużyna 1          | Wynik | Drużyna 2         | Set 1 | Set 2 | Set 3 | Raport |
| ----- | ------- | ------------------ | ----- | ----------------- | ----- | ----- | ----- | ------ |
| 07.07 | 12:00   | Brouwer – Meeuwsen | 2:0   | Erdmann – Matysik | 21:13 | 21:17 |       |        |
| 07.07 | 13:00   | Ricardo – Filho    | 2:0   | Alison – Emanuel  | 21:14 | 22:20 |       |        |

### Mecz o 3. miejsce
| Data  | Godzina | Drużyna 1         | Wynik | Drużyna 2        | Set 1 | Set 2 | Set 3 | Raport |
| ----- | ------- | ----------------- | ----- | ---------------- | ----- | ----- | ----- | ------ |
| 07.07 | 17:00   | Erdmann – Matysik | 2:0   | Alison – Emanuel | 21:17 | 21:19 |       |        |

### Finał
| Data  | Godzina | Drużyna 1          | Wynik | Drużyna 2       | Set 1 | Set 2 | Set 3 | Raport |
| ----- | ------- | ------------------ | ----- | --------------- | ----- | ----- | ----- | ------ |
| 07.07 | 18:00   | Brouwer – Meeuwsen | 2:0   | Ricardo – Filho | 21:18 | 21:16 |       |        |